# 基里迪縣
基里迪縣是印度的一個縣，位於該國東部，由賈坎德邦負責管轄，面積4,854平方公里，海拔高度289米，識字率為65.12%，2011年人口2,445,203，人口密度每平方公里504人。

## 外部連結
- Official government website （页面存档备份，存于）
- （页面存档备份，存于） List of places in Giridih

24°10′48″N 86°19′12″E / 24.18000°N 86.32000°E